# 東武5000系電車
東武5000系電車（とうぶ5000けいでんしゃ）は、かつて東武鉄道に在籍した通勤形電車。1979年（昭和54年）から1986年（昭和61年）にかけて登場した、7800系（78系）の車体更新車である。
本系列は東武鉄道のみならず、首都圏の大手私鉄における最後の旅客用吊り掛け駆動車両であった。

## 概要
32系・54系および53系（モハ5310形・モハ5320形等）の3000系列への更新は1975年（昭和50年）5月をもって完了し、次なる更新対象は7300系および78系とされた。当時78系列で最も高経年であった7800形グループで車齢22年を経過しており、車体の老朽化もさることながら、8000系などと比較すると接客設備等が著しく見劣りすることが問題視されていた。
しかし、計画そのものは53系更新完了直後に立案されていたものの、78系更新を巡っては代替新製案と車体更新案で意見がまとまらず、更新そのものが時期尚早であるとの主張もあって、なかなか具体化することはなかった。結局1978年（昭和53年）に至り、老朽化した車体の更新に主眼を置く、すなわち主要機器を流用して車体を新製する形で更新が実施されることが決定し、78系162両が本系列へ更新されることとなった。
本系列は、当初非冷房車として落成した初期グループ5000系（2代・以下「5000系」と称す）と、当初より冷房装置を搭載して落成した2・4両編成の5050系、6両固定編成の最終増備グループ5070系の3系列からなり、これらを総称して「5000系」として扱われることがある。

### 車体
20m級両開き4扉の全鋼製車体で、外観上は8000系とほぼ同一であり、相違点は屋根上の主電動機冷却用通風器の有無と台車を始めとする床下機器の差異、および電動車の客室床部分に設置されている主電動機点検蓋の存在程度である。
なお、5050系以降は床構造がキーストンプレート化されたほか、5157編成より行先・種別表示幕が自動化され、同時に側面行先・種別表示幕が新設された。
車内アコモデーションも8000系に準じているが、5070系5178編成以降では、車内のカラースキームおよび天井冷風吹き出し口の形状等各種部品が当時の最新鋭通勤車10000系に準じたものに変更された。
5050系の4両編成・5070系においては、8000系修繕工事車同様に（一部の未修繕車も）妻引戸の増設も行われたが、全編成には施行されなかった。

### 主要機器
初期落成グループである5000系では、そのほとんどを種車からそのまま流用している。ただし、電動発電機(MG)は8000系の冷房改造で発生したものを搭載し、低圧電源が交流化されたほか、主制御器に高速度限流遮断器が追加された。また、制動装置は種車同様AMA-RE電磁自動空気ブレーキおよび車体装架式ブレーキシリンダーと鋳鉄製制輪子の組み合わせであった。
5050系以降では、以下の通り搭載機器の改良・見直しが行われている。
- 制動装置の電磁直通ブレーキ(HSC)化、およびレジン制輪子（レジンシュー）化
- 冷房装置搭載に伴い、MG（交流ブラシレスMG）の新製および大容量化（2連：75kVA, 4連：140kVA, 6連：75kVA・140kVA各1基）
- HSC制動化および大型MG搭載に伴い、従来車体側に装架されていたブレーキシリンダーを台車側に移設
- 起動時の衝動防止目的で、主制御器に弱め界磁起動段を追加

さらに5070系では6両編成化に伴って、電動空気圧縮機(CP)が流用品のD-3-FRから、大容量のHB-2000CAに変更された。
主電動機は、種車同様に日立製作所製HS-269もしくは東洋電機製造製TDK-544を搭載する。これらは外形こそ異なるものの特性は同一であり、一台車に異なる主電動機が混在することも珍しくなかった。
主制御器は5000系と5050系は日立製MMC-H-10を搭載し、5050系に搭載されたものは前述のように弱め界磁起動方式に改良が加えられている。5070系のみは78系後期落成車グループが搭載した東洋製ES-567Aを流用しており、こちらも5050系に搭載された主制御器同様の改良が加えられた。いずれも自動加速式電動カム軸制御器で、起動1段・直列8段・並列8段・弱め界磁1段の計18段の直並列抵抗制御を行う。

### 台車
住友金属工業製FS10・日立製KH-20・日本車輌製造製NL-1、以上3種類の台車を装備する。いずれも一体鋳鋼製の軸ばね式台車であり、細部には相違点があるものの、基本設計は同一である。
5000系では何ら手を加えられることなくそのまま流用されたが、5050系以降では前述改良に伴ってブレーキシリンダーを台車側に移設したことに加え、軸受部分を通常型のローラーベアリングから密封式ベアリング（RCC型）化する改造が施工された。

## 各系列詳細

### 5000系
1979年（昭和54年）5月から同年8月にかけて2・4両編成各2本の計12両が登場した。更新施工は西新井工場内にある津覇車輌で行われた。
4両編成は浅草方から順にモハ5100形 - サハ5200形 - モハ5300形 - クハ5400形、2両編成はモハ5500形 - クハ5600形の順にそれぞれ編成されており、4両編成の編成形態は種車である78系のそれを踏襲したものであるが、2・4両編成ともに78系とは編成の向きが逆となり、8000系等新性能車各系列と同一の向きとされた。MGはクハ5400形・クハ5600形に1基、CPは4両編成ではサハ5200形およびクハ5400形に1基ずつ分散して搭載し、2両編成ではクハ5600形に1基搭載した。
前述のように車体外観および車内設備は8000系と同一であり、運転席もマスコン・ブレーキ弁を除き共通のレイアウトである。本系列はいずれも非冷房車として落成しており、ベンチレーターとパンタグラフ(PT-42J)は8000系の冷房化改造に伴い余剰となったものが流用された。なお、パンタグラフは各電動車の連結面寄りに1基搭載されている。前面方向幕上のおでこ上辺が平面となっており、3000系と共に津覇車両製の車体の特徴となっている。
竣工当初は伊勢崎・日光線系統と東上線系統に分散配置されたが、5050系が登場すると本系列はそれらとの併結が不可能であったことから、後に全車東上線系統へ集約され、主に6 - 8連で朝ラッシュ時などの限定運用に就いていた。
その後に池袋口では1983年、10000系の投入でこれら同形式を率いる旧型性能車車両がダイヤ改正により運用から撤退し、越生線及び寄居口での限定運用の後冷房改造の前提で本線（春日部区）へ再転属している。

### 5050系

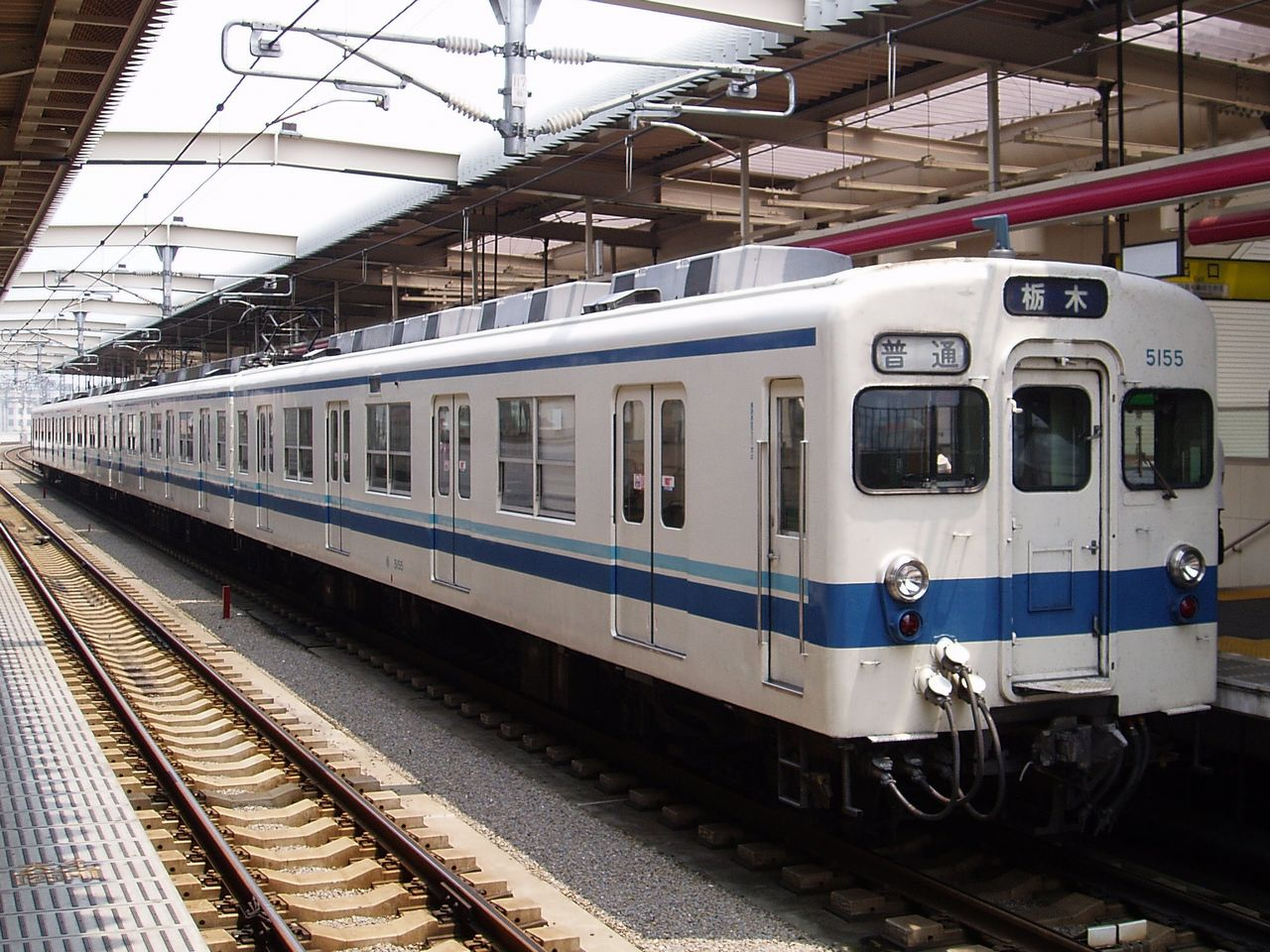
宇都宮線で運用される5050系
（2005年7月 栃木駅）

1980年（昭和55年）12月から登場した78系車体更新車の第2陣である。更新施工は全車アルナ工機（現・アルナ車両）で行われ、1984年（昭和59年）3月までに4両編成と2両編成各12本の計72両が製造された。
本系列から78系更新車にも冷房装置が搭載されることとなり、また4両編成の編成形態も5000系ではMTMTと電動車と付随車（制御車）が交互に連結されていたものを、本系列では8000系と同様TMMTと電動車を編成中間に集約した。よって、4両編成はクハ5150形 - モハ5250形 - モハ5350形 - クハ5450形と編成形態が変更されている。2両編成はモハ5550形 - クハ5650形の順に編成され、こちらは5000系と同様である。
冷房装置は8000系と同一のRPU-3002（冷凍能力10,500kcal/h）を1両当たり4基搭載し、それに伴いパンタグラフも下枠交差形のPT-4801に変更され、モハ5250形に2基集約して搭載し、モハ5550形は連結面寄りに1基搭載した。なおモハ5350形は隣接するモハ5250形より架線電圧を給電される形が取られている。補器の配置は、MGについては5000系と同様クハ5450形およびクハ5650形に搭載するが、4両編成のCPについてはクハ5150形に2基集中搭載するよう変更された。
また同時期に落成した8000系81103編成の仕様を踏襲する形で、本系列から客用扉窓の固定支持方式がHゴムから金属枠固定に変更され、車内外の見付に変化が生じたほか、前述のように5157編成より行先・種別表示幕が自動化され、同時に側面行先・種別表示幕が新設されている。
なお本系列から空気制動がHSC化されたことにより、8000系との連結総括制御も可能とされたものの、性能差が大きいことから、通常運用で両者が混結されることはなかった。ただしダイヤの大幅な乱れからやむなく混結された事例がわずかに存在する。
竣工当初は伊勢崎線に配置されたが、1983年（昭和58年）頃からは冷房化率向上目的で野田線にも配属。東上線系統へは1985年（昭和60年）に7800系更新の穴埋めという名目で伊勢崎線系統から転入したことから始まる。但し、池袋口の運用には入らず単独4両で、越生線と寄居口での運用に限られた後、東上線系統の新性能化に伴い1990年（平成2年）末に野田線へ転属した。

### 5070系

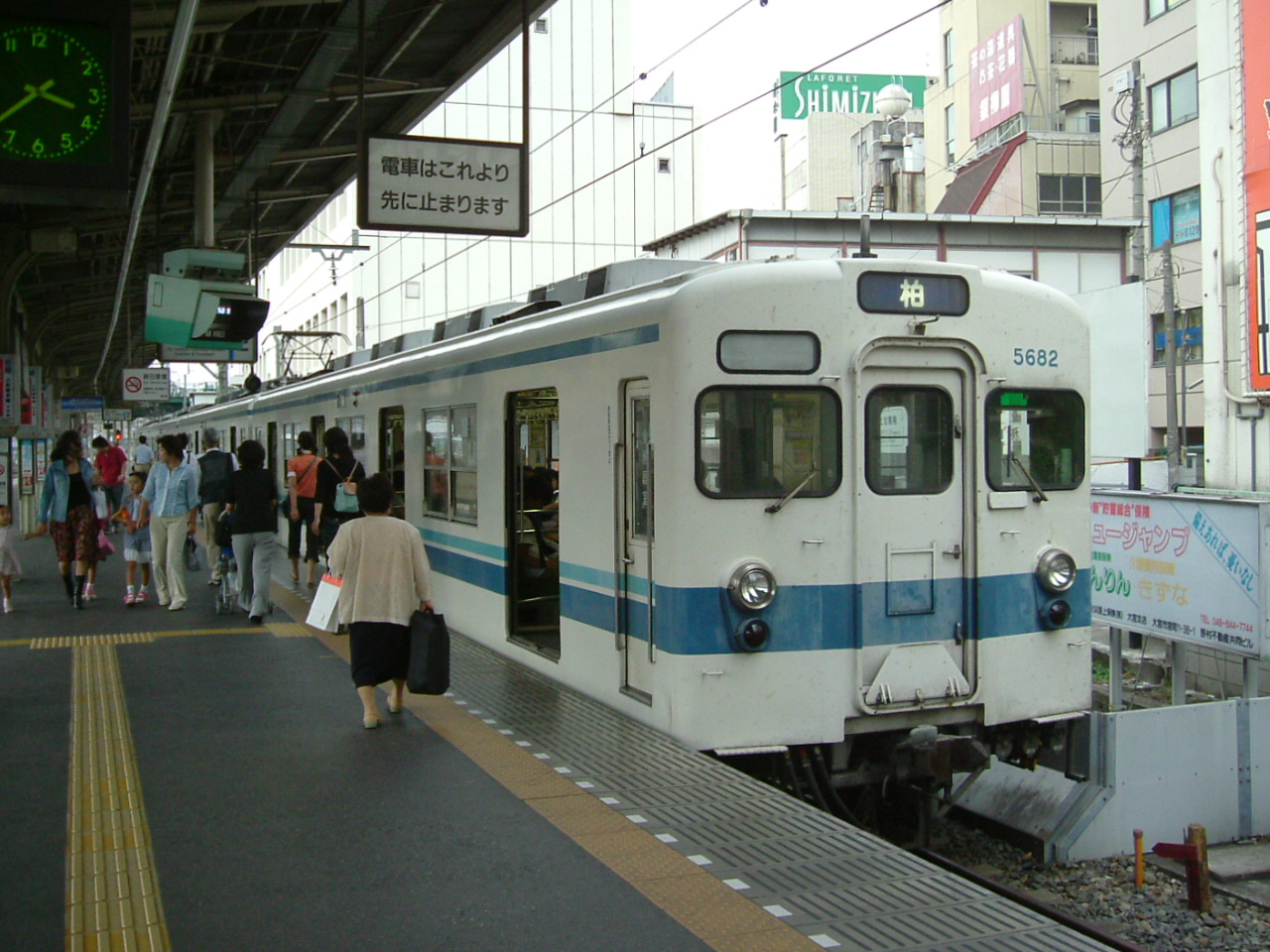
野田線運用最末期の5070系
（2004年9月 大宮駅）

1984年（昭和59年）6月より、5050系の6両固定編成版として登場した。更新のペースアップを図るため、本系列ではアルナ工機のほか、富士重工業と津覇車輌の2社でも製造が行われた。1986年（昭和61年）3月までに6両編成13本計78両が登場し、本系列の増備終了をもって78系全車の更新が完了した。
本系列はクハ5170形 - モハ5270形 - モハ5370形 - サハ5470形 - モハ5570形 - クハ5670形の順に編成され、モハ5270形にはパンタグラフが2基、モハ5570形にはパンタグラフが1基それぞれ搭載されている。
基本仕様は5050系に準じているが、後部標識灯がLED化され、車内非常通報装置とその側面表示灯を新設し、前面助士席側の窓に手動ワイパーが追加された点が異なる。また、CPは6両編成化に伴い大容量のHB-2000CAを新製し、両先頭車に各1基ずつ搭載している。MGはサハ5470形に140kVAのものを、クハ5670形に75kVAのものをそれぞれ搭載した。
1985年（昭和60年）7月に竣工した5178編成以降は当時最新鋭の10000系と同等の車内アコモデーションとなり、車内のイメージアップが図られたほか、側面戸閉表示灯がLED化された。また、5181編成以降は当初から現行の通勤車塗装で竣工しており、鋼製車体の通勤形車両でセイジクリーム一色に塗装されていた経歴のない唯一の例となった。
本系列はその大半が竣工後野田線に直接配置されているが、5175 - 5177編成のみは竣工後伊勢崎・日光線系統に配置され、浅草口に乗り入れていた経歴を持つ。その後、1991年（平成3年）までに全編成が野田線に集約された。なお、本系列は東上線系統には配置されたことはない。

## 主要な改造

### 5000系の冷房改造・HSC制動化
非冷房・自動ブレーキ仕様で竣工した5000系は、5050系と併結不可能であるばかりか、ジャンパ栓の仕様の相違から未更新の78系との併結も不可能であったことから5000系のみの限定運用を組まざるを得ず、全12両の少数派であることも手伝って非常に扱いにくい存在と化していた。
その後、1984年（昭和59年）1月に8000系全車の冷房改造が完了し、西新井工場（津覇車両）のラインに余裕が生じたため、同年4月より5101編成を皮切りに5000系の冷房改造が開始された。改造内容は以下の通りである。
- RPU-3002（冷凍能力10,500kcal/h）冷房装置を1両当たり4基搭載
- 制動装置のHSC化・ブレーキシリンダーを台車側に移設、およびレジン制輪子化
- 台車軸受の密封式ベアリング（RCC型）化
- 主制御器に弱め界磁起動段を追加
- MGを5050系と同一のものに換装、およびCPをサハ5200形に2基集約搭載化
- パンタグラフをPT-42JからPT-4801に換装
- モハ5100形（制御電動車）のパンタグラフを撤去し、モハ5300形に2基搭載[注 11][注 12]
- 前面行先・種別表示幕の自動化、および側面行先・種別表示幕の新設

1985年（昭和60年）3月の5502編成を最後に完了し、これら改造の結果、5050系との併結が可能となって限定運用の制約が解消された。

### モハ5550形へ霜取り用パンタグラフ増設
後年の栃木地区への転属に伴い、寒冷な日光線・鬼怒川線における冬期運用を考慮し、モハ5556 - 5560の5両を対象に霜取り用パンタグラフを増設する改造が施工された。既存のものと同一のPT-4801を運転台寄りに増設したもので、同様に霜取り用パンタグラフを搭載する3070系と同じく、集電可能な仕様であった。また、同線区には勾配区間も存在することから、抑圧ブレーキおよび砂撒き装置も併せて新設されている。

### その他
5050系5151 - 5156編成および5551 - 5560編成は当初側面行先・種別表示幕を設置していなかったが、後年全編成に整備されている。また、5000系は客用扉窓がHゴム固定方式であったが、8000系車体修繕車（と一部の未修繕車）と同様にアルミ枠固定支持方式に変更された。扉そのものは交換されていないため、5050系以降の扉窓とは形態が異なり、5000系を特徴付ける部分となっていた。また、5050系と5070系の一部には、8000系同様に妻面貫通扉の増設が行われた。

## 導入後の変遷
登場時は伊勢崎線浅草口や東上線池袋口に入線する本線運用にも数多く充当され、東上線では本系列の10両編成運用も存在した。しかし、8000系を始めとした他のカルダン駆動車両と比較すると、本系列は起動加速度や高速走行性能など走行性能面で見劣りしたことから、年々高速化するダイヤ編成上のネックとなった。その後は10000系列の増備に伴って本系列は本線系における運用から離脱し、1991年（平成3年）1月以降全車が野田線へ集中配置された。

### 5000系
前述冷房改造後は一旦本線系統へ配属された後、間もなく森林公園検修区に転属し東上線小川町 - 寄居間および越生線運用に転用され、1990年（平成2年）には野田線系統を担当する七光台検修区（現・南栗橋車両管区七光台支所）へ転属した。さらに野田線への8000系転入に伴い、5101編成を除く全編成が館林検修区（現・南栗橋車両管理区館林出張所）に転属し、群馬地区のローカル運用へ転用された。
しかし、走行機器の老朽化から5501・5502編成が1997年（平成9年）3月以降休車となり、館林駅構内に留置された。1999年（平成11年）3月限りで野田線における運用より離脱した5101編成も館林駅に回送された後休車となり稼動編成は5102編成のみとなったが、同編成も2001年（平成13年）3月限りで休車となって本系列は全編成が運用を離脱した。
廃車は2001年（平成13年）5月の5101編成から開始され、2003年（平成15年）10月の5102編成を最後に全車廃車となり形式消滅した。
なお、5501・5502編成については地方私鉄への譲渡が予定されていたものの、実現せずに終わった。

### 5050系
1991年（平成3年）1月以降、全車が野田線に配置された。その後1995年（平成7年）頃より8000系の野田線への転属が進められ、余剰となった本系列は、前述5101編成と6両編成を組んでいた5551編成を除く全車が1996年（平成8年）までに栃木地区および群馬地区のローカル支線区に転属し、非冷房の3050・3070系を置き換えるという「玉突き転配」が行われた。そのうち新栃木検修区（現・南栗橋車両管理区新栃木出張所）に転属した2両編成5本（5556 - 5560編成）は、前述のように霜取り用パンタグラフ増設・抑圧ブレーキおよび砂撒き装置の新設といった改造が施工されている。 
前述5101編成と6両編成を組んでいた5551編成が1999年（平成11年）3月以降休車となった他は全編成が稼動状態にあったが、走行機器の老朽化や部品調達が困難になりつつあったことから、群馬地区では8000系や1800系格下げ車の投入、栃木地区では6050系のローカル運用転用によって置換えが開始され、2001年（平成13年）3月限りで5152・5159編成・5556 - 5560編成が運用を離脱。2003年（平成15年）7月に5556 - 5558編成が廃車となり順次淘汰が進められた。
2006年（平成18年）3月18日のダイヤ改正以降、群馬地区ローカル各線においてワンマン運転が開始され同地区における本系列の定期運用は消滅した。また、同年6月には5561編成が廃車となり、本系列の2両編成（5550番台）は全廃となった。さらに12月16日には、新栃木出張所所属の5162編成を使用したさよなら運転が日光線新栃木 - 東武日光間にて実施され、12月31日をもって定期運用から完全に離脱した。
2007年（平成19年）6月29日に館林駅構内で休車留置中であった5161編成が北館林荷扱所に廃車回送され除籍・廃車された。これにより本系列のみならず5000系列は全廃となり、同時に東武鉄道は関東地区の大手私鉄としては最も遅く在籍車両の新性能化率100％を達成した。

### 5070系

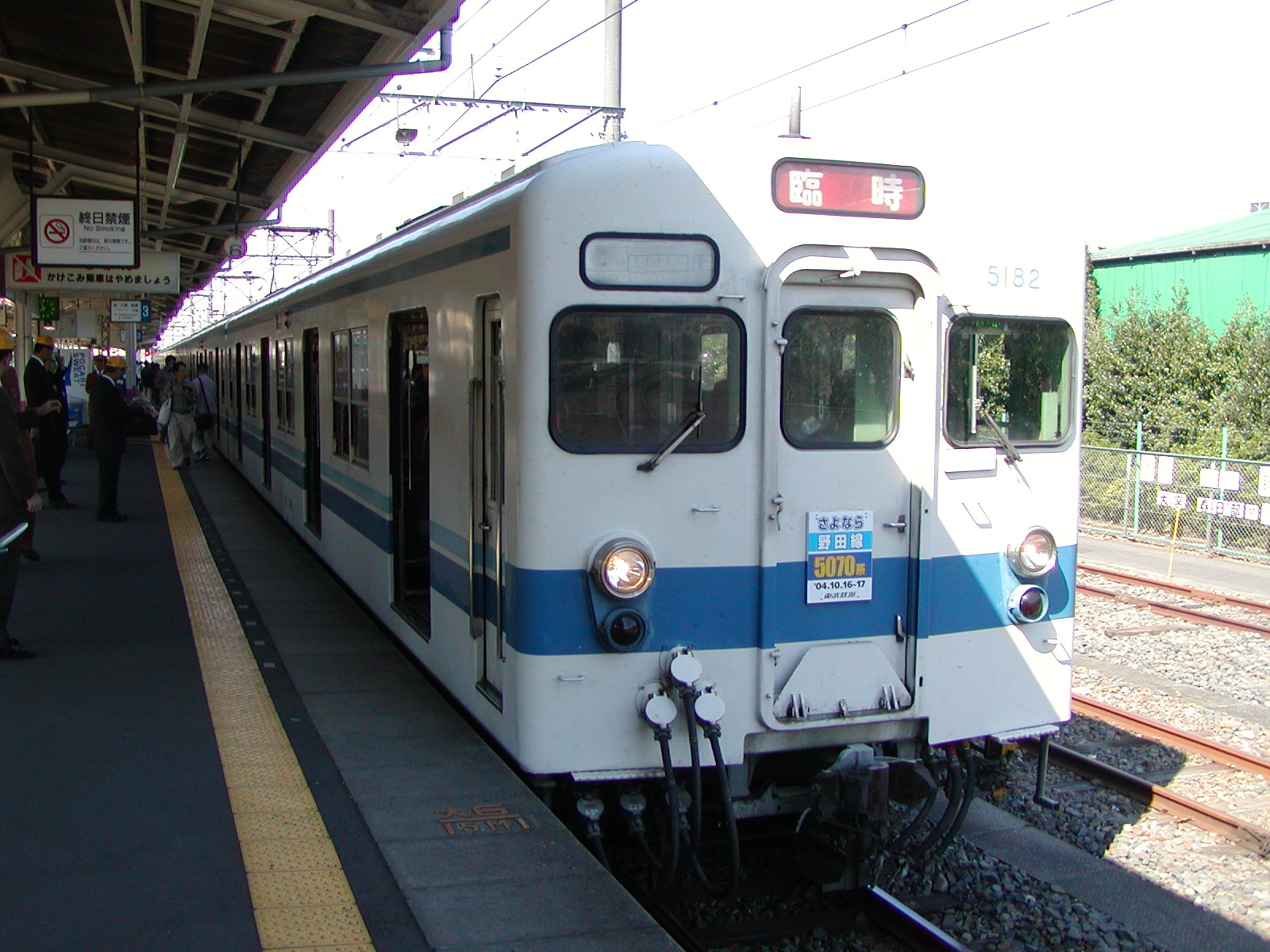
5070系さよなら運転の様子（2004年10月17日）

前述のように、後年5000系および5050系の大半が野田線から栃木地区・群馬地区のローカル支線区に転属したが、本系列は6両固定編成であることから支線区転用が不可能であり、全編成が野田線に残留し8000系とともに運用された。
1999年（平成11年）3月のダイヤ改正時に5171 - 5173編成が運用を離脱し、館林駅構内へ回送された後休車となり、2001年（平成13年）4月17日付で5173編成が除籍され、5000系列初の廃車となった。同編成は内装部品の一部を1800系の通勤車転用改造に際して供出したほか、主要機器の一部を予備部品として確保した上で解体処分された。次いで同年5月には5172編成が廃車となったが、同編成は乗務員室扉および客用扉（2箇所）を8000系8154編成の事故復旧工事に際して供出している。
2002年（平成14年）9月以降は、本線に30000系を新製配置して8000系を野田線に転属させる「玉突き転配」による淘汰が進められた。この結果同月26日付で火災事故により休車となっていた5174編成を皮切りに、2003年（平成15年）3月までに5175 - 5179・5183編成が順次廃車となった。
2004年（平成16年）10月19日のダイヤ改正より、野田線は東岩槻 - 春日部間の複線化完成に伴うスピードアップに際して全ての運用を8000系で統一することになり、残存していた5180 - 5182編成についても同月18日限りで運用を離脱。5182編成が同月16日・17日に大宮 - 柏 - 七光台間でさよなら運転を行った後、同月26日付で除籍され本系列は形式消滅した。支線区に転用できず、かといって野田線に長く使用することもできなかったために、すべての編成が20年経たずで廃車になってしまっている。

## 保存車両
本系列は廃車後その大半が解体処分されたが、5070系5183編成の両先頭車（クハ5183, クハ5683）のみは解体を免れて民間に譲渡され、高崎市内の店舗として再利用されている。

## 車歴
表中（　）は種車を示す。

### 5000系
4両編成（5000番台）
| モハ5100形        | サハ5200形       | モハ5300形        | クハ5400形       | 更新施工 | 竣工      | 廃車       |
| 5101 （モハ7818） | 5201 （サハ802） | 5301 （モハ7802） | 5401 （クハ818） | 津覇車輌 | 1979年5月 | 2001年5月  |
| 5102 （モハ7816） | 5202 （サハ814） | 5302 （モハ7814） | 5402 （クハ816） | 津覇車輌 | 1979年7月 | 2003年10月 |

2両編成（5500番台）
| モハ5500形        | クハ5600形       | 更新施工 | 竣工      | 廃車      |
| 5501 （モハ7810） | 5601 （クハ810） | 津覇車輌 | 1979年5月 | 2003年8月 |
| 5502 （モハ7811） | 5602 （クハ811） | 津覇車輌 | 1979年8月 | 2003年8月 |

### 5050系
4両編成（5050番台）
| クハ5150形       | モハ5250形        | モハ5350形        | クハ5450形       | 更新施工   | 竣工       | 廃車       |
| 5151 （クハ815） | 5251 （モハ7804） | 5351 （モハ7815） | 5451 （サハ804） | アルナ工機 | 1980年12月 | 2007年6月  |
| 5152 （クハ817） | 5252 （モハ7803） | 5352 （モハ7817） | 5452 （サハ803） | アルナ工機 | 1981年3月  | 2003年10月 |
| 5153 （クハ807） | 5253 （モハ7805） | 5353 （モハ7807） | 5453 （サハ805） | アルナ工機 | 1981年9月  | 2007年6月  |
| 5154 （クハ800） | 5254 （モハ7800） | 5354 （モハ7806） | 5454 （クハ806） | アルナ工機 | 1982年3月  | 2006年2月  |
| 5155 （サハ827） | 5255 （モハ7827） | 5355 （モハ7828） | 5455 （クハ828） | アルナ工機 | 1982年6月  | 2006年11月 |
| 5156 （クハ891） | 5256 （モハ7891） | 5356 （モハ7894） | 5456 （クハ894） | アルナ工機 | 1982年12月 | 2006年3月  |
| 5157 （クハ825） | 5257 （モハ7825） | 5357 （モハ7826） | 5457 （サハ826） | アルナ工機 | 1983年6月  | 2006年11月 |
| 5158 （クハ831） | 5258 （モハ7831） | 5358 （モハ7832） | 5458 （サハ832） | アルナ工機 | 1983年6月  | 2006年2月  |
| 5159 （クハ865） | 5259 （モハ7865） | 5359 （モハ7866） | 5459 （サハ866） | アルナ工機 | 1983年9月  | 2006年3月  |
| 5160 （クハ861） | 5260 （モハ7861） | 5360 （モハ7862） | 5460 （サハ862） | アルナ工機 | 1983年12月 | 2007年2月  |
| 5161 （クハ863） | 5261 （モハ7863） | 5361 （モハ7864） | 5461 （サハ864） | アルナ工機 | 1984年3月  | 2007年6月  |
| 5162 （クハ867） | 5262 （モハ7867） | 5362 （モハ7868） | 5462 （サハ868） | アルナ工機 | 1984年3月  | 2007年1月  |

2両編成（5550番台）
| モハ5550形        | クハ5650形       | 更新施工   | 竣工       | 廃車       |
| 5551 （モハ7813） | 5651 （クハ813） | アルナ工機 | 1980年12月 | 2003年10月 |
| 5552 （モハ7809） | 5652 （クハ809） | アルナ工機 | 1981年3月  | 2006年3月  |
| 5553 （モハ7812） | 5653 （クハ812） | アルナ工機 | 1981年9月  | 2006年3月  |
| 5554 （モハ7801） | 5654 （クハ801） | アルナ工機 | 1981年12月 | 2006年3月  |
| 5555 （モハ7823） | 5655 （クハ823） | アルナ工機 | 1982年3月  | 2006年3月  |
| 5556 （モハ7824） | 5656 （サハ824） | アルナ工機 | 1982年3月  | 2003年7月  |
| 5557 （モハ7893） | 5657 （クハ893） | アルナ工機 | 1982年6月  | 2003年7月  |
| 5558 （モハ7821） | 5658 （クハ821） | アルナ工機 | 1982年9月  | 2003年7月  |
| 5559 （モハ7822） | 5659 （サハ822） | アルナ工機 | 1982年9月  | 2003年10月 |
| 5560 （モハ7892） | 5660 （クハ892） | アルナ工機 | 1982年12月 | 2006年2月  |
| 5561 （モハ7829） | 5661 （クハ829） | アルナ工機 | 1983年3月  | 2006年3月  |
| 5562 （モハ7830） | 5662 （サハ830） | アルナ工機 | 1983年3月  | 2006年3月  |

### 5070系
| クハ5170形       | モハ5270形        | モハ5370形        | サハ5470形       | モハ5570形        | クハ5670形       | 更新施工            | 竣工           | 廃車           |
| 5171 （クハ836） | 5271 （モハ7836） | 5371 （モハ7837） | 5471 （クハ837） | 5571 （モハ7842） | 5671 （クハ842） | アルナ工機          | 1984年6月11日  | 2001年6月25日  |
| 5172 （クハ835） | 5272 （モハ7835） | 5372 （モハ7840） | 5472 （サハ840） | 5572 （モハ7871） | 5672 （クハ871） | アルナ工機          | 1984年7月25日  | 2001年5月28日  |
| 5173 （クハ847） | 5273 （モハ7847） | 5373 （モハ7850） | 5473 （クハ850） | 5573 （モハ7851） | 5673 （クハ851） | アルナ工機          | 1984年9月      | 2001年4月      |
| 5174 （クハ833） | 5274 （モハ7833） | 5374 （モハ7834） | 5474 （サハ834） | 5574 （モハ7841） | 5674 （クハ841） | アルナ工機          | 1984年10月     | 2002年9月      |
| 5175 （クハ838） | 5275 （モハ7838） | 5375 （モハ7843） | 5475 （クハ843） | 5575 （モハ7844） | 5675 （クハ844） | 富士重工業 津覇車輌 | 1984年12月     | 2002年10月     |
| 5176 （クハ845） | 5276 （モハ7845） | 5376 （モハ7846） | 5476 （サハ846） | 5576 （モハ7870） | 5676 （クハ870） | アルナ工機          | 1985年2月      | 2002年11月     |
| 5177 （クハ839） | 5277 （モハ7839） | 5377 （モハ7848） | 5477 （クハ848） | 5577 （モハ7849） | 5677 （クハ849） | 富士重工業 津覇車輌 | 1985年3月      | 2003年1月      |
| 5178 （クハ878） | 5278 （モハ7878） | 5378 （モハ7887） | 5478 （クハ887） | 5578 （モハ7888） | 5678 （クハ888） | アルナ工機 津覇車輌 | 1985年7月      | 2003年3月      |
| 5179 （クハ886） | 5279 （モハ7886） | 5379 （モハ7877） | 5479 （クハ877） | 5579 （モハ7884） | 5679 （クハ884） | アルナ工機 津覇車輌 | 1985年8月      | 2003年3月      |
| 5180 （クハ881） | 5280 （モハ7881） | 5380 （モハ7885） | 5480 （クハ885） | 5580 （モハ7889） | 5680 （クハ889） | アルナ工機 津覇車輌 | 1985年9月9日   | 2004年10月22日 |
| 5181 （クハ872） | 5281 （モハ7872） | 5381 （モハ7874） | 5481 （クハ874） | 5581 （モハ7880） | 5681 （クハ880） | アルナ工機 津覇車輌 | 1985年10月30日 | 2004年10月25日 |
| 5182 （クハ873） | 5282 （モハ7873） | 5382 （モハ7879） | 5482 （クハ879） | 5582 （モハ7882） | 5682 （クハ882） | アルナ工機 津覇車輌 | 1985年12月14日 | 2004年10月26日 |
| 5183 （クハ875） | 5283 （モハ7875） | 5383 （モハ7876） | 5483 （クハ876） | 5583 （モハ7883） | 5683 （クハ883） | アルナ工機 津覇車輌 | 1986年3月27日  | 2003年5月7日   |

## 過去の使用線区
- 東上線・越生線（5000系）：1990年運行終了
- 伊勢崎線（浅草 - 館林間）・日光線（東武動物公園 - 南栗橋間）（5050系）：1988年8月7日運行終了
- 亀戸線・大師線（5050系）：1991年運用終了
- 野田線（5000・5050・5070系）：2004年10月19日運行終了
- 伊勢崎線（館林 - 伊勢崎間）・佐野線・小泉線・桐生線（5050系）：2006年3月17日運行終了
- 日光線（南栗橋 - 新栃木間）・宇都宮線（5050系）：2006年12月31日運行終了
- 日光線（新栃木 - 東武日光間）・鬼怒川線・野岩鉄道会津鬼怒川線（5050系）：2001年3月27日運行終了